# Marie-Sophie-Charlotte de La Tour d'Auvergne
Marie-Sophie-Charlotte de La Tour d'Auvergne née le 20 décembre 1729 à Paris et décédée le 6 septembre 1763 est une noble française, membre de la Maison de La Tour d'Auvergne.

## Biographie
Née à l'hôtel de Bouillon, fille d'Emmanuel-Théodose de La Tour d'Auvergne, duc de Bouillon, et de Louise-Henriette-Françoise de Lorraine (-Guise-Elbeuf-Harcourt), Marie-Sophie-Charlotte est leur seul enfant. Elle porte le titre de Mademoiselle de Château-Thierry à sa naissance. Quand sa demi-sœur Anne-Marie-Louise, Mademoiselle de Bouillon, se marie avec Charles de Rohan, prince de Soubise en 1734, elle devient Mademoiselle de Bouillon jusqu'à son mariage.
À la mort de son père en 1730, elle passe sous la tutelle de son oncle Louis-Henri, comte d'Évreux. En 1741, son oncle maternel Louis de Lorraine-Harcourt la demande en mariage. L'union ne se fait pas et il meurt sans enfants en 1747. 
Elle épouse Charles-Juste de Beauvau-Craon le 3 avril 1745. Ils ont une fille :
- Anne-Louise-Marie de Beauvau, Mademoiselle de Beauvau (1er avril 1750 - 20 novembre 1834) mariée à Philippe-Louis de Noailles, prince de Poix, plus tard duc de Mouchy.

Elle meurt de la variole alors qu'elle prépare le mariage de sa fille avec Armand-Louis de Gontaut-Biron, duc de Lauzun. Le mariage échoue à cause de son décès.
Après sa mort, son époux se remarie en 1764 avec Marie Charlotte Sylvie de Rohan-Chabot, une cousine de Charles de Rohan, prince de Soubise.